# Satanovo pleso
Satanovo pleso případně Satanie plieska je ledovcové jezero v Sataní dolince, která je součástí Mengusovské doliny ve Vysokých Tatrách na Slovensku. Má rozlohu 0,2010 ha. Dosahuje maximální hloubky 3,5 m. Jeho objem činí 2544 m³. Leží v nadmořské výšce 1894 m. Je pojmenované podle hory Satan, která se nad ním tyčí.

## Okolí
Na západě se pod plesem nachází dno Sataní dolinky a za ním Hlinská veža, Baštové sedlo, Veľká capia veža, Zadná Bašta a Satan. Na severu se nachází Malé Hincovo pleso a Hincove oká a na východě prochází nedaleko modrá turistická značka, která vede Mengusovskou dolinou, z níž ale pleso není vidět.

## Vodní režim
Pleso nemá žádný povrchový přítok ani odtok. Náleží k povodí Satanova potoka, který ústí do Hincova potoka.

## Přístup
Přístup je možný jen s horským vůdcem od Popradského plesa odbočením z  modré turistické značky, od které se nachází 150 m západně pod Hincovymi oky.